# Alexander Auld
Pour les articles homonymes, voir Auld.
Alexander Auld (né le 7 janvier 1981 à Cold Lake, dans la province de l'Alberta au Canada) est un joueur professionnel canadien de hockey sur glace qui évoluait au poste de gardien de but.

## Carrière en club
Auld a été élevé en Ontario et a donc commencé à jouer au hockey dans un club de la Ligue de hockey de l'Ontario avant d'être choisi par les Panthers de la Floride au second tour du repêchage d'entrée dans la LNH 1999 (40e choix). Malgré ce repêchage il décide de continuer à jouer dans son club de l'OHL mais fait tout de même partie d'un échange entre les Panthers et les Canucks de Vancouver : il est échangé contre un choix de troisième ronde au repêchage d'entrée dans la LNH 2002 et un choix conditionnel à celui de 2001.
Il joue plusieurs saisons pour l'équipe réserve des Canucks dans la Ligue américaine de hockey chez le Moose du Manitoba. Avant la saison 2004-2005 et le lock-out, il ne joue presque pas dans la LNH et uniquement pour remplacer Dan Cloutier. Cependant, au cours de la saison 2005-2006 de la LNH, Cloutier est blessé et Auld est de plus en plus mis en avant et réalise la majeure partie de la saison.
À la fin de la saison 2005-2006, il fait partie encore une fois d'un échange entre les Panthers et les Canucks et retourne avec Todd Bertuzzi et Bryan Allen en Floride en échange de Roberto Luongo et Lukas Krajicek. Le 1er juillet 2008, il signe un contrat de deux ans avec les Sénateurs d'Ottawa pour un million de dollars.
Le 8 juillet 2009, Auld est échangé aux Stars de Dallas contre un choix de sixième ronde au repêchage d'entrée dans la LNH 2010 en partie à cause de la présence de Pascal Leclaire et de Brian Elliott comme gardien de but pour les Sénateurs.
Le 1er juillet 2010, il signe en tant qu'agent libre avec les Canadiens de Montréal.
Le 1er juillet 2011, il signe en tant qu'agent libre avec les Sénateurs d'Ottawa.
Il prend sa retraite en 2013 après une saison passée en Autriche.

## Statistiques
| Saison     | Équipe                   | Ligue      |     | PJ | V  | D  | Pr/N   | Min | BC   | Moy    | % Arr | Bl | Pun |
| 1997-1998  | Centennials de North Bay | LHO        | 6   | 0  | 4  | 0  | 206    | 17  | 4,95 | 87,2 % | 0     | 0  |     |
| 1998-1999  | Centennials de North Bay | LHO        | 37  | 9  | 20 | 1  | 1 894  | 106 | 3,36 | 89,9 % | 1     | 2  |     |
| 1999-2000  | Centennials de North Bay | LHO        | 55  | 21 | 26 | 6  | 3 047  | 167 | 3,29 | 89,1 % | 2     | 0  |     |
| 2000-2001  | Centennials de North Bay | LHO        | 40  | 22 | 11 | 5  | 2 319  | 98  | 2,54 | 91,7 % | 1     | 6  |     |
| 2001-2002  | Inferno de Columbia      | ECHL       | 6   | 3  | 1  | 2  | 375    | 12  | 1,92 | 92,7 % | 0     | 0  |     |
| 2001-2002  | Moose du Manitoba        | LAH        | 21  | 11 | 9  | 0  | 1 104  | 65  | 3,53 | 88,1 % | 1     | 0  |     |
| 2001-2002  | Canucks de Vancouver     | LNH        | 1   | 1  | 0  | 0  | 60     | 2   | 2,00 | 90,9 % | 0     | 0  |     |
| 2002-2003  | Moose du Manitoba        | LAH        | 37  | 15 | 19 | 3  | 2 209  | 97  | 2,64 | 90,8 % | 3     | 0  |     |
| 2002-2003  | Canucks de Vancouver     | LNH        | 7   | 3  | 3  | 0  | 382    | 10  | 1,57 | 93,9 % | 0     | 0  |     |
| 2003-2004  | Moose du Manitoba        | LAH        | 40  | 18 | 16 | 4  | 2 329  | 99  | 2,55 | 91,5 % | 4     | 0  |     |
| 2003-2004  | Canucks de Vancouver     | LNH        | 6   | 2  | 2  | 2  | 348    | 12  | 2,07 | 92,9 % | 0     | 0  |     |
| 2004-2005  | Moose du Manitoba        | LAH        | 50  | 25 | 18 | 4  | 2 763  | 118 | 2,56 | 90,9 % | 2     | 2  |     |
| 2005-2006  | Canucks de Vancouver     | LNH        | 67  | 33 | 26 | 6  | 3 859  | 189 | 2,94 | 90,2 % | 0     | 4  |     |
| 2006-2007  | Panthers de la Floride   | LNH        | 27  | 7  | 13 | 5  | 1 471  | 82  | 3,35 | 88,8 % | 1     | 2  |     |
| 2007-2008  | Rampage de San Antonio   | LAH        | 2   | 1  | 1  | 0  | 119    | 5   | 2,53 | 90,6 % | 1     | 0  |     |
| 2007-2008  | Coyotes de Phoenix       | LNH        | 9   | 3  | 6  | 0  | 509    | 30  | 3,54 | 88,0 % | 1     | 0  |     |
| 2007-2008  | Bruins de Boston         | LNH        | 23  | 9  | 7  | 5  | 1 213  | 47  | 2,32 | 91,9 % | 2     | 0  |     |
| 2008-2009  | Sénateurs d'Ottawa       | LNH        | 43  | 16 | 18 | 7  | 2 449  | 101 | 2,47 | 91,1 % | 1     | 0  |     |
| 2009-2010  | Stars de Dallas          | LNH        | 21  | 9  | 6  | 3  | 1 181  | 59  | 3,00 | 89,4 % | 0     | 2  |     |
| 2009-2010  | Rangers de New York      | LNH        | 3   | 0  | 1  | 0  | 119    | 5   | 2,53 | 90,4 % | 0     | 0  |     |
| 2010-2011  | Canadiens de Montréal    | LNH        | 16  | 6  | 2  | 2  | 749    | 33  | 2,64 | 91,4 % | 0     | 2  |     |
| 2011-2012  | Sénateurs d'Ottawa       | LNH        | 14  | 2  | 4  | 2  | 645    | 36  | 3,35 | 88,3 % | 0     | 0  |     |
| 2012-2013  | EC Red Bull Salzbourg    | EBEL       | 16  |    |    |    | 840    |     | 3,29 | 89,1 % | 1     | 2  |     |
| Totaux LNH | Totaux LNH               | Totaux LNH | 237 | 91 | 88 | 32 | 12 985 | 606 | 2,80 | 90,4 % | 6     | 12 |     |

## Carrière internationale
Il a représenté le Canada en :
- 2001 - Championnat du monde junior
- 2006 - Championnat du monde